# Zuidveld (Westerwolde)
Zuidveld is een buurtschap en streekje in de gemeente Westerwolde in het zuidoosten van de provincie Groningen (Nederland). Het ligt twee kilometer ten zuiden van Sellingen, ten oosten van het Ruiten-Aa-kanaal.
Zuidveld is ontstaan aan het einde van de 19e eeuw, toen de markegronden van Sellingen verdeeld werden en het gebied ontgonnen werd. De huizen van Zuidveld liggen aan de Zuidveldweg, die deels langs het Ruiten-Aa-kanaal loopt. De bebouwing aan de Breetuinenweg wordt ook tot Zuidveld gerekend.
Even ten westen van Zuidveld ligt de Zuidveldsluis in het Ruiten-Aa-kanaal, een van de vele sluizen in dit gebied met zelfbediening.
Dorpen: Barnflair · Bellingwolde · Blijham · Bourtange · Jipsingboertange · Oudeschans · Over de Dijk · Sellingen · Ter Apel · Ter Apelkanaal · Veelerveen · Vlagtwedde · Vriescheloo · Wedde · Wedderheide · Zandberg (deels)

Buurtschappen: Agodorp · Borgertange · Borgerveld · Bovenstreek · De Bouwte · De Bruil · De Bult · Den Ham · De Heemen · De Lethe · De Maten · De Oerde · De Straat (Engelkes) · Draaijerij · Ellersinghuizen · Hanetange · Harpel · Hoorn · Hoornderveen · Jipsingboermussel · Jipsinghuizen · Kielhuppen · Klein-Ulsda · Klontjebuurt · Koudehoek · Lammerweg · Laude · Lauderbeetse · Lauderzwarteveen · Laudermarke · Leemdobben · Lieskemeer · Loosterheide · Lutje Ham · Lutjeloo · Morige · Munnekemoer · Nienoordstreekje · Oosteinde · Overdiep · Pallert · Plaggenborg · Poldert · Renneborg · Rhederbrug · Rhederveld · Rijsdam · Roelage · 't Schot · Sellingerbeetse · Sellingerzwarteveen · Slegge · Stakenborg · Stobben · Ter Borg · Ter Haar · Ter Walslage · Ter Wisch · Tjabbesstreek · Veele · Veendijk · Veerste Veldhuis · Verbindingsweg · Vlagtwedder-Veldhuis · Vogelzang · Voorwold · Wedderbergen · Wedderveer · Weende · Weite · Wessingtange · Westeind · De Westert · Winschoterhogebrug (deels) · Winschoterzijl (deels) · Wollingboermarke · Wollinghuizen · Zuidveld · Zandstroom

Groningen: Steden en dorpen      Nederland: Provincies · Gemeenten